# 士魂魔道 大龍卷
『士魂魔道 大龍卷』（しこんまどう だいたつまき）是1964年上映的日本時代劇，由寶塚製作，東寶株式會社發行。

## 劇情概要
日本戰國時代，豐臣軍在大坂夏之陣被德川軍擊潰，許多豐臣家臣紛紛逃亡。原為豐臣家臣的修理，在戰敗之後而生憤世忌俗之心，隱身在黑夜中殺人洩憤。而劍法超群的重兵衛，為了保護豐臣秀賴之子國松和侍女小里，而放棄了切腹自殺的念頭。久之助因為經歷長久戰事而感到反感，決定遠走他處，最後成為了一名商人。在重兵衛護送一行人到近江的途中，遭遇了忍者的襲擊...

## 製作人員
- 監製：田中友幸
- 導演：稲垣浩
- 特技監督：円谷英二
- 原作：南條範夫「士魂魔道」より
- 編劇：木村武、稻垣浩
- 攝影：山田一夫
- 照明：小西康夫
- 美術：植田寛
- 錄音：西川善男
- 剪輯：岩下広一
- 音樂：石井歡
- 現像：東洋現像所

## 演員
- 深見重兵衛：市川染五郎
- 奥野久之助：夏木陽介
- 草薙修理：佐藤允
- 小里：星由里子
- 織江：水野久美
- 秀月尼：草笛光子
- 曾我又左衛門：平田昭彦
- 菊里：久我美子
- 忍者大次郎：久保明
- 鷲尾九十郎：稲葉義男
- 武藤滿太：戸上城太郎
- 明石守重：三船敏郎